# Franco Monicelli
Franco Monicelli (Ostiglia, 1912 – Roma, 1977) è stato un drammaturgo, giornalista, sceneggiatore e scrittore italiano.

## Biografia
Figlio del drammaturgo Tomaso Monicelli, e fratello di Mario e Furio, inizia la propria attività come giornalista e scrittore. Nel 1944 va in scena al Teatro delle Arti di Roma la sua prima commedia Storia Breve con Margherita Bagni, Camillo Pilotto, Sergio Tofano e Leonardo Cortese. Nello stesso anno fonda assieme a Raffaele Ferruzzi (già collaboratore della rivista satirica antifascista Il becco giallo) il settimanale di satira politica Cantachiaro, e dal 1946 dirige Don Basilio, periodico satirico anticlericale. Al Cantachiaro collaborano Pietro Garinei e Sandro Giovannini; assieme a questi ultimi e a Italo De Tuddo scrive il copione dello spettacolo di rivista chiamato anch'esso Cantachiaro, messo in scena al Teatro Quattro Fontane di Roma nel 1944, con Anna Magnani, Enrico Viarisio, Marisa Merlini, Ave Ninchi.
Nel 1945 pubblica Vent'anni perduti, riflessioni su cultura e società nel periodo fascista. Scrive poi la commedia Conserviamo le nostre cattive abitudini, andata in scena nel 1951 al Teatro dei Satiri, con Mario Scaccia e un'esordiente Delia Scala. regia di Mario Landi. La successiva opera teatrale Leonida non è qui riceve il Premio Riccione nel 1952 ma viene proibita dalla censura: l’esaltazione del uomo di pace e dell’inutilità della guerra è ritenuta offensiva per la memoria dei caduti e contraria allo spirito della nazione. Nel 1965 scrive l'atto unico Una coppia senza valigia che viene interpretata da Marina Lando e Silvio Spaccesi.
In campo cinematografico, dopo avere partecipato, nel 1949, alla sceneggiatura di Riso amaro nel 1953 scrive, con Golfiero Colonna e Vittorio Nino Novarese, il copione del film Lasciateci in pace, diretto da Marino Girolami.
Lavora alla Rai sin dai primi anni della televisione, realizzando un grande numero di rubriche e trasmissioni di approfondimento su tematiche storiche, sociali e culturali (Finanziateli senza paura, Il momento di grazia, Il contagocce, Guida alla luna, Taccuino di viaggio) e molti adattamenti radiofonici di opere teatrali. Scrive anche gli originali radiofonici Sissi, la divina imperatrice e Gea della Garisenda, la canzonettista del Tricolore, ispirato alla vita dell'omonima cantante romagnola. Inizia poi una lunga attività di sceneggiatore televisivo, spesso in collaborazione con Anton Giulio Maiano e altri, adattando classici della letteratura (Le sorelle Materassi, Marco Visconti, Vita di Gaetano Donizetti).
Svolge anche attività giornalistica come inviato speciale dei settimanali Epoca e L'Europeo.
Nel 1963 pubblica Il deserto dei Sabra, sulla generazione che cercava di realizzare dal nulla una società nuova attraverso i kibbuz; Monicelli, come giornalista, è stato inviato speciale in Israele nei primi anni della nascita dello stato. Nel 1978 pubblica il romanzo La buona società sulla crisi degli intellettuali italiani tra fascismo e antifascismo nei primi anni '40.

## Teatro
- Storia Breve (Teatro delle Arti di Roma, 1944)
- Conserviamo le nostre cattive abitudini, (1945)
- Leonida non è qui (1952)
- Una coppia senza valigia (1965)

## Saggi e narrativa
- Vent'anni perduti (1945)
- Il deserto dei Sabra (1963)
- Il tempo dei buoni amici (1975)
- La buona società (1978)

## Prosa radiofonica Rai

### Autore
- Un'alba qualunque della nostra vita, radiodramma, regia di Eugenio Salussolia (1955)
- Sissi, la divina imperatrice, regia di Pietro Masserano Taricco (1968)
- Gea della Garisenda, la canzonettista del Tricolore, regia di Massimo Scaglione (Secondo Programma Rai, maggio 1971)